# Шеннон Рутерфорд
Шеннон Рутерфорд (англ. Shannon Rutherford) — персонаж телесериала «Остаться в живых» (производство ABC). Сводная сестра другого героя — Буна Карлайла.

## Биография

### До авиакатастрофы
После смерти жены отец Шеннон, Адам Рутерфорд, женился на матери Буна. С восемнадцати лет работала балетным инструктором в Лос-Анджелесе. Во время занятий в классе, Шеннон позвонила её мачеха с известием о том, что Адам попал в автокатастрофу (по роковому стечению обстоятельств, его внедорожник столкнулся с автомобилем, которым управляла Сара, будущая жена Джека Шепарда). Её отец скончался в больнице Св. Себастьяна в 8:15 утра (время смерти совпало с двумя цифрами из таинственного ряда 4, 8, 15, 16, 23, 42).
Адам не оставил завещания, поэтому состояние перешло к жене Сабрине. Так как Сабрина не ладила с Шеннон, она немедленно лишила падчерицу содержания, несмотря на то, что та получила место в танцевальной труппе Марты Грэхем и просила лишь первое время, пока она не обустроится в Нью-Йорке, поддерживать её материально.
В отчаянии Шеннон обратилась к брату с просьбой пустить её пожить в свою квартиру, но он только что получил должность управляющего в компании матери и переезжал в Лос-Анджелес. Бун хотел одолжить сестре денег, но она отвергла его помощь. Известно, что Шеннон год провела во Франции, где работала няней и научилась бегло говорить по-французски.
Далее Шеннон придумала план, как получить хотя бы часть наследства. Зная о том, что Бун влюблен в неё, и манипулируя его чувствами, она притворялась, что попала в сложную любовную ситуацию, поэтому Буну не единожды приходилось откупаться от её любовников, которые затем делились деньгами с Шеннон. Однажды она позвонила брату из Австралии и снова попросила о помощи. Однако на этот раз её трюк не сработал — партнер Шеннон по афере рассказал обо всем Буну. После этого Шеннон предложила вернуться в Америку.
На следующий день они купили билеты на самолёт авиакомпании Oceanic Airlines. В аэропорту Шеннон впервые увидела Саида — он попросил её присмотреть за его вещами. Далее она снова поссорилась с братом и, дабы показать свою независимость, вызвала охрану и сообщила, что один араб оставил подозрительную сумку.
Позже, перед отлётом, Бун и Шеннон зашли в кафе, чтобы расслабиться перед взлетом, однако, Шеннон продолжала кричать на него, о неполучении мест в первом классе. Бун нашел стол рядом со столом Никки и Пауло. Смотря на ссору Шеннон и Буна, Никки сказала Пауло: «Надеюсь у нас таких отношений не будет».

### На острове

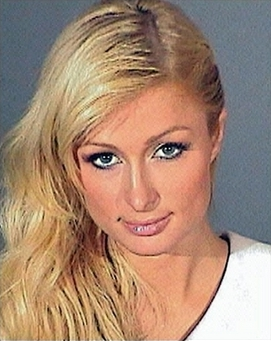
Пэрис Хилтон в 2007 году

После катастрофы Шеннон вела себя крайне эгоистично, с самого начала установив дистанцию между собой и остальными. Она быстро разыскала свои вещи и, будучи уверена, что вот-вот прибудут спасатели, проводила время, загорая на солнце. Когда спасшиеся собирались отправить сигнал бедствия, Бун попросил сестру запустить сигнальную ракету. Она оставила его слова без внимания, но в итоге все же выполнила просьбу брата. Осознание собственной бесполезности постоянно мучило Шеннон, однако её знание французского пригодилось, когда возникла необходимость перевести послание Руссо.
Шеннон страдала от астмы и однажды едва не умерла, так как её ингаляторы пропали из чемодана, а Джек был не в силах помочь. К счастью, её спасла Сун, которая разбиралась в лекарственных растениях и приложила к груди девушки листья эвкалипта. К концу первого сезона подружилась с Саидом и была близка с ним.
Убита по ошибке Анной-Люсией во втором сезоне.

## Интересные факты
- Мэгги Грейс была заявлена как специально приглашённый актёр в сериях «Столкновение» и «Разоблачение».
- Мэгги Грейс покрасила волосы в коричневый цвет, поэтому для съёмок в третьем сезоне надела парик.
- Продюсеры сериала говорили, что образ Шеннон был частично списан с Пэрис Хилтон.